# Penderyn
Penderyn est une distillerie située à Penderyn au Pays de Galles.

## Histoire
Le Whisky Penderyn est un single malt du Pays de Galles. Il est fabriqué par la Distillerie Penderyn, dans la ville du même nom, située à proximité du Parc National du Brecon Beacons. C'était le premier whisky à être fabriqué au Pays de Galles depuis un siècle quand les ventes ont commencé en 2004.

## Production
La distillerie produit des single malts principalement vieillis dans des fûts ayant contenu du bourbon et déclinés selon les expressions suivantes :
- Penderyn Madeira, avec un vieillissement en fûts de Madère,
- Penderyn Sherrywood, avec vieillissement en fûts ayant contenu du Xérès,
- Penderyn Peated une version tourbée vieillie en fûts ayant contenu du whisky de l'Ile d'Islay.